# 南区 (新潟市)

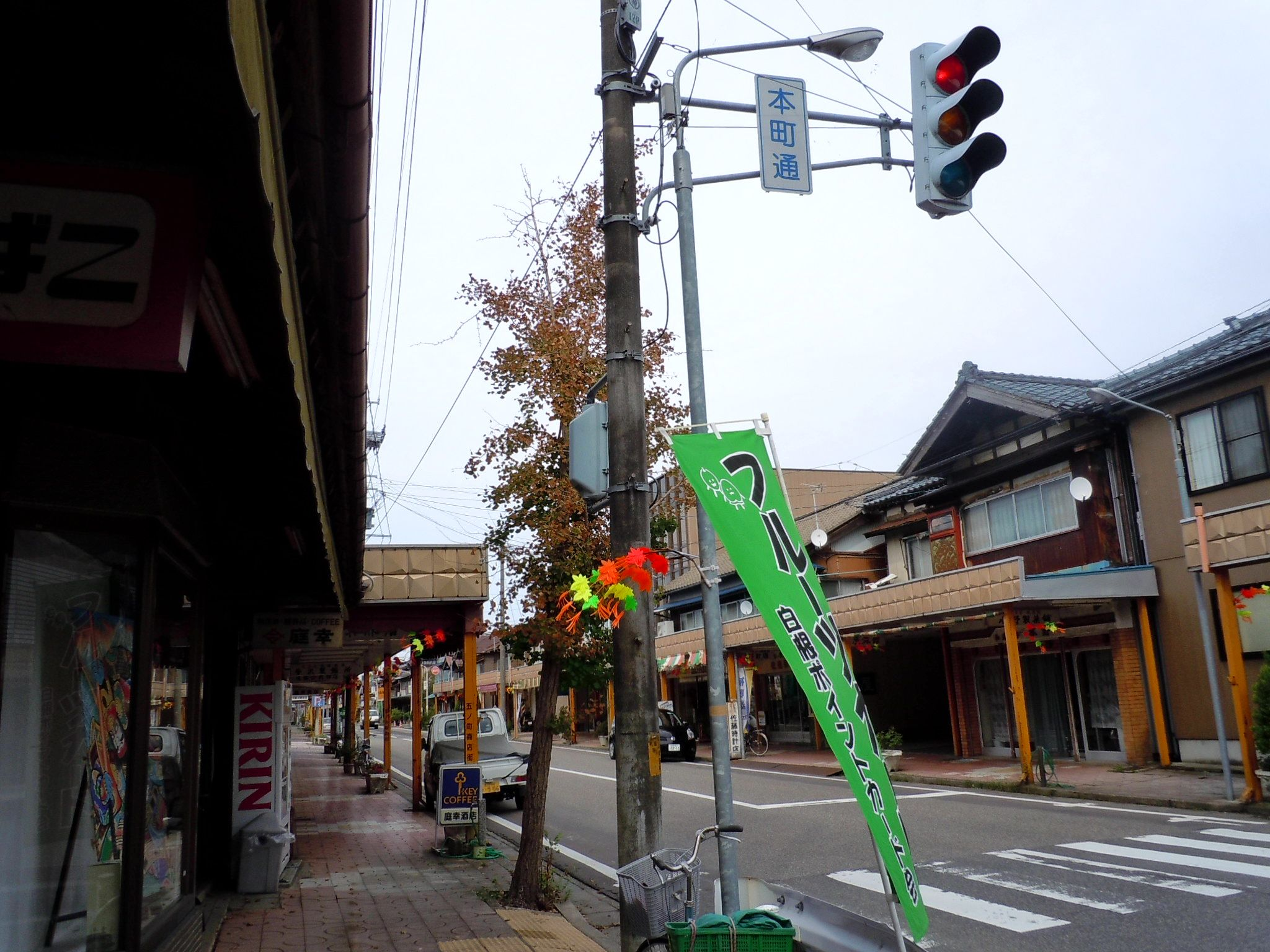
白根市街（本町通交差点付近）
江戸時代から中ノ口川の舟運によって栄え、現在でも1931年の白根町大火以降に再建された妻入りの町屋が多く残る。

南区（みなみく）は、新潟市を構成する行政区のひとつ。

## 概要
平成の大合併時に新潟市に編入された旧白根市、味方村、月潟村の各ほぼ全域によって構成され、区役所は旧白根市の中心部（旧白根市役所）に置かれている。
なお、区の境界は合併前の市町村界と一部一致していない箇所があり、以下が挙げられる。
- 平成の大合併以前は新潟市南地区事務所管内であった曽野木地区（旧曽野木村）と両川地区（旧両川村）のうち、信濃川左岸側の地域 （天野の一部）→ 南区域
- 旧中之口村の旧月潟村側への飛地（福島の一部） → 南区域
- 旧味方村、旧月潟村の旧潟東村、旧中之口村側への飛地（旧味方村味方、旧月潟村釣寄・釣寄新の各一部） → 西蒲区域

農業は稲作の他、果樹栽培が盛んである。
白根地区の白根大凧合戦の起源は、元文2年（1737年）とされる。また月潟地区は角兵衛獅子（越後獅子）および鎌の生産で名高い。
人口
人口は新潟市の行政区8区中最少で、唯一5万人を下回っている。
イメージカラー
澄みわたる空に大地や川を吹き抜ける風から「ブリーズブルー」。市が2007年（平成19年）3月に策定した「新・新潟市総合計画」で示された区の将来像は『大地の恵みと伝統文化、技がはぐくむうるおいのあるまち』。

## 地理

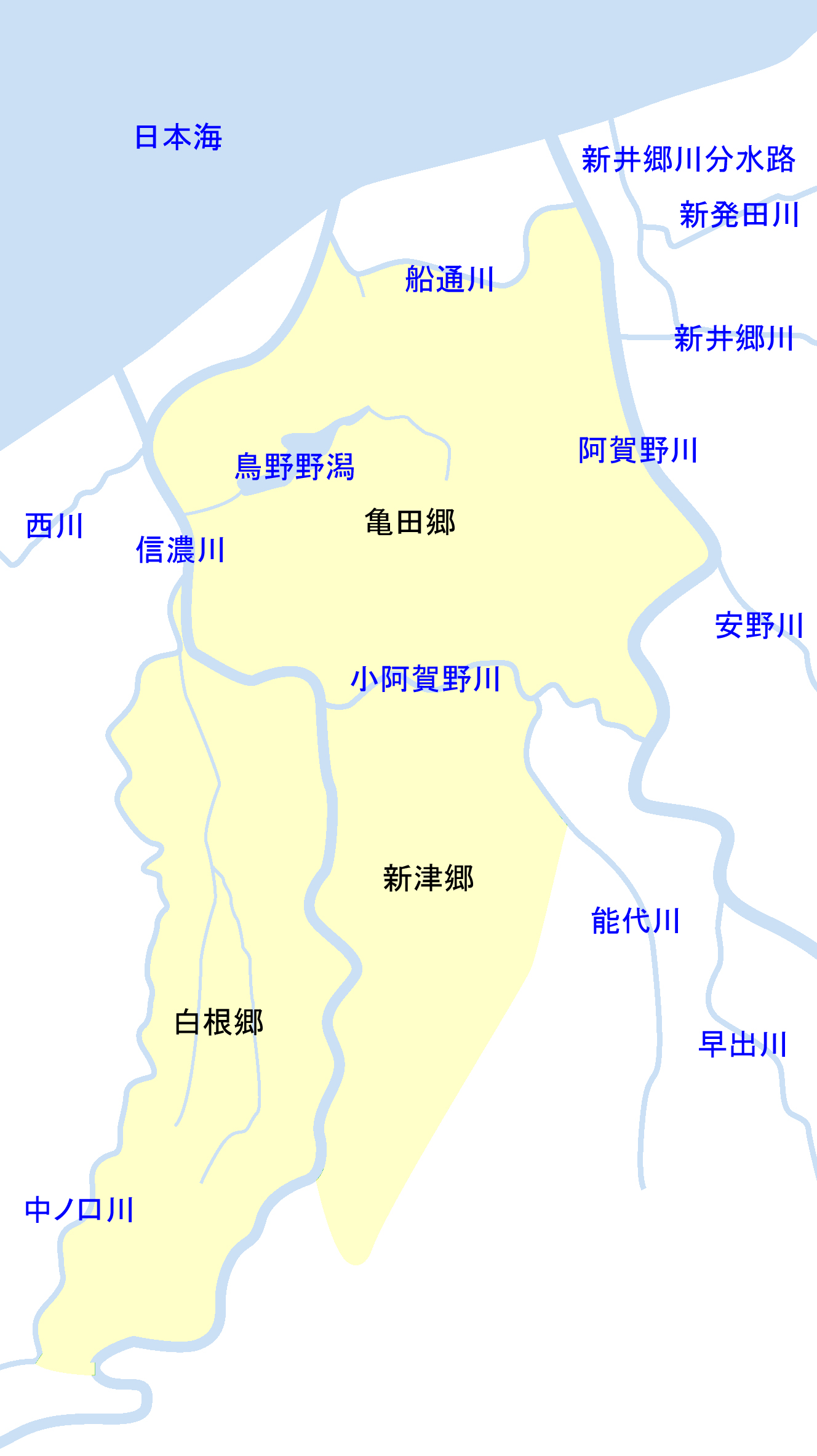
亀田郷・白根郷・新津郷の分布

信濃川と中ノ口川に囲まれる輪中地帯が区域の大部分を占める。この輪中地帯は「白根郷」と呼ばれ、隣接する亀田郷や新津郷と同様に元々は白蓮潟など低湿地が広がっていたが、排水機場の整備や用排水分離、暗渠背水など様々な試みが行われ、乾田の穀倉地帯へと変化を遂げた。なお、標高は最も高いところで約8m、最も低いところは－1 mとなっている。区域全体が起伏の少ない平坦な土地であり新潟市の区の中では唯一最高地点が10mに満たない区でもある。なお南区は新飯田 西白根付近で標高が5mを上回る場所があるが殆どは標高5m以下の低地で内陸なのに関わらず海抜ゼロメートル地帯が多い。

## 地域
南区の地域は、旧白根市の区域である「白根地区」と旧味方村の「味方地区」、旧月潟村の「月潟地区」で構成される。なお、白根地区は区域が広大であるため、旧白根市の地区割りに準拠し、旧白根町を「白根地区」その他の地域を「白根北部」、「白根東部」、「白根南部」として記載する。

### 地区

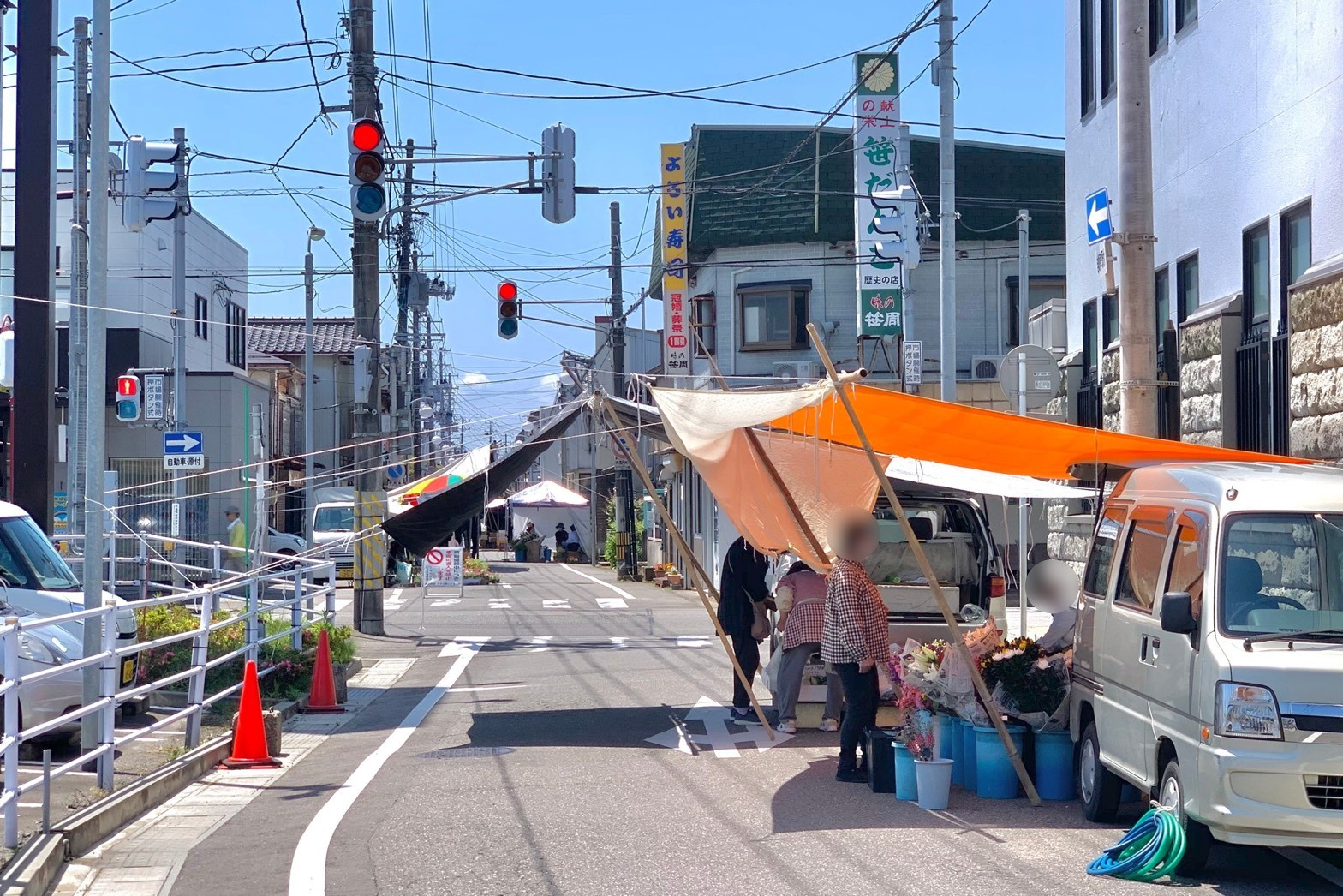
白根の朝市、六斎市（白根定期市場）。毎月4と9のつく日に開催される（2020年5月）

月潟商店街（2020年4月）

白根地区
中心市街地は白根中央部の白根（しろね）、能登（のと）、七軒（しちけん）などにある。旧中蒲原郡白根町時代からの中心地であり、区役所、国道8号、県道66号などを中心に商店街、住宅地などが広がり、さらに中ノ口川右岸側や幹線道路沿いに集落が続く。この白根の中心街を取り巻くようにして能登、上下諏訪木、田中の各所に大型ショッピングセンター等を中心とした郊外型店舗の集積地があり、区内・市内各所や周辺市町からの買い物客が多数来訪する。中ノ口沿いの旧商店街と並行する道沿いに、毎月4と9の付く日、元禄2年（1689年）より続く市が立つ。
市街地北部に接する保坂（ほさか）、鯵潟（あじがた）、市街地南部に接する小林（こばやし）・戸頭（とがしら）などの集落も中央地域に含まれる。
白根北部
白根北部の根岸（ねぎし）は中ノ口川右岸沿いに、大鷲（おおわし）は信濃川左岸と県道に沿う形で集落が形成されている。さらに1970年代後半から、根岸北部の下塩俵（しもしおだわら）から上塩俵（かみしおだわら）にかけての国道8号沿いでは交通の利便性を活かし、水田を埋め立てて住宅地開発が急速に進捗。東側を流れる鷲ノ木大通川に因んで愛称「白根大通ニュータウン」が付与され、後に施行された住居表示や町名整理によって地名も大通（おおどおり）となった。白根北部は古くから、西区黒埼地区と生活圏が近接している。
白根東部
白根東部、信濃川左岸側の臼井（うすい）は、かつて信濃川の河川交通で栄えた集落で、川を挟んで秋葉区新津地区西部と接している。河川交通衰退後、現在の新津地区や阿賀野市、新発田市方面に至る県道（当時の主要地方道白根新津線、現国道460号）の臼井橋が架橋されたことによって、地区東西はもとより新潟市外郭部の各市町村を結ぶ要衝にもなった。臼井橋は架橋当初木橋で大型車両の通行が出来なかったが、1971年（昭和46年）8月に鉄橋に架け替えられ、現在に至るまで交通の要衝として機能している。2015年には、同国道のバイパス道路の建設事業に伴い南側に新たなコンクリート橋として架け替えられた。
また臼井の南側にある戸石（といし）も、小須戸橋によって秋葉区小須戸地区と接している。
白根南部
白根南部では、東側の信濃川左岸側に位置する庄瀬（しょうぜ）、西側の中ノ口川右岸側に位置する茨曽根（いばらそね）、地区南端部の新飯田（にいだ）などに大きな集落が形成されている。新飯田はかつて河川舟運の拠点として賑わい、現在でも商店街が残る。
味方地区
味方地区には大きな市街地はなく、中ノ口川左岸側に沿うように南北に集落が形成されている。
月潟地区
月潟地区は旧月潟駅や区役所月潟出張所などを中心とした小規模な市街地があり、商店街が形成されている。味方地区と同様に中ノ口川左岸側に沿って市街地・集落が形成されている。
また味方・月潟とも、地区内では小規模ながら宅地開発が行われている箇所が数箇所ある。

### 住居表示
住居表示は白根中心部の一部（能登、七軒町、白根四ツ興野、白根日の出町、白根水道町、親和町、杉菜など）と、白根北部の大通（大通）、高井（高井東など）などで施行している。白根中心部のうち、住居表示未実施の地域は登記上の地名が複雑に錯綜しているが、「一の町」「二の町」「葵町」「桜町」「区役所上町」「諏訪ノ木」「中央通」「みの口（簔口）」「穂波町」など、小字や通り名、宅地開発時の愛称等による通称地名（自治会の名称を兼ねる）が古くから使われている。味方・月潟で住居表示を施行している箇所はないが、味方でも「味方一番組」「西白根五番組」「千日」「五軒茶屋」など、小字等を使用した通称地名（白根と同様、自治会の名称を兼ねる）が古くから使われている。また大通南、大通黄金、新山崎町などは宅地化後に町名整理を施行し、地番は旧来のものを使用している。

### 公園
- 白根総合公園
- 桜遊歩道公園（鷲ノ木桜遊園）
- 新飯田公園
- 大通ふれあい公園

## 歴史
近世、小吉（こよし）郷の中心地とされる。

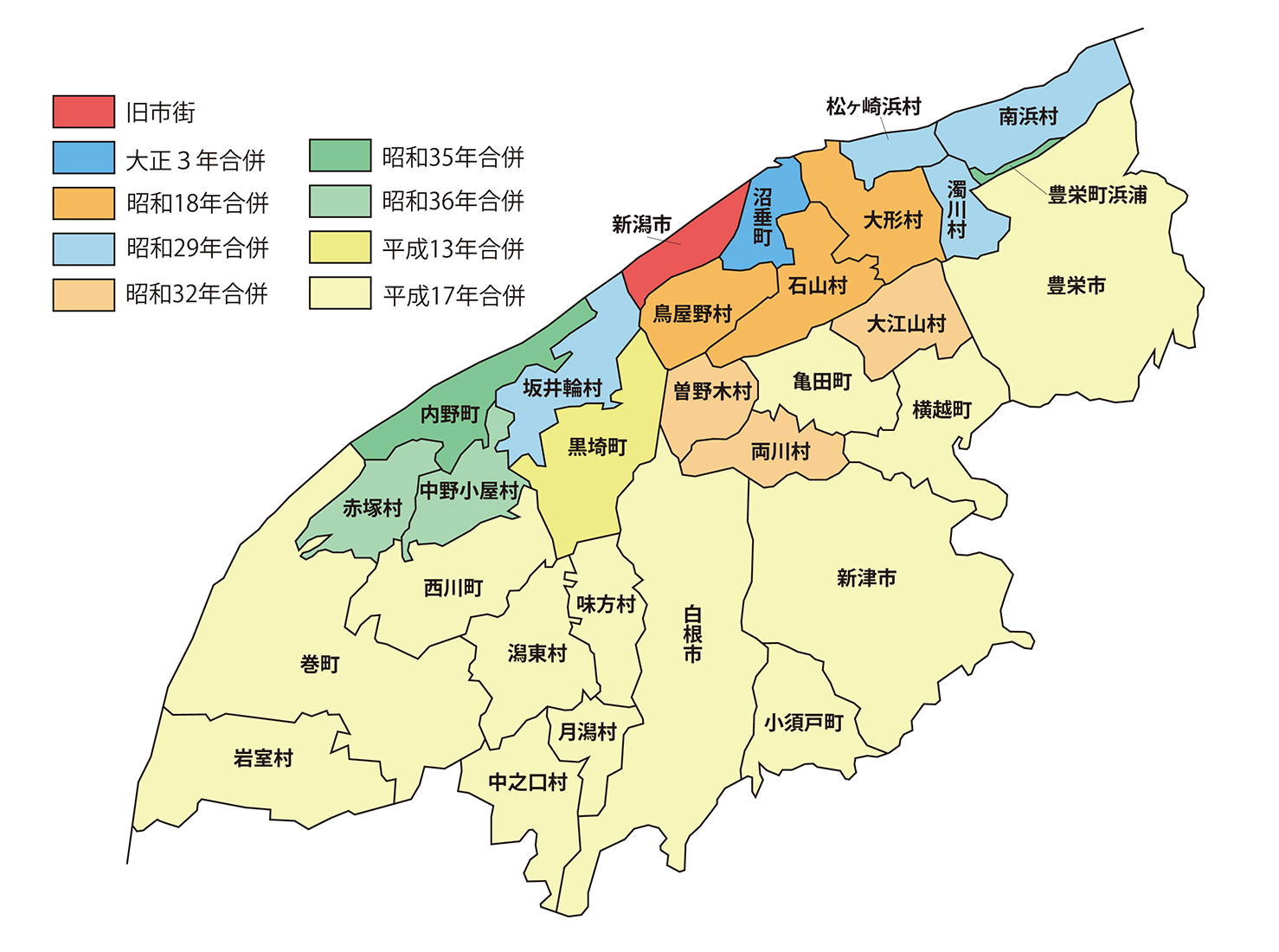
市制施行から現在までの合併の経緯

慶長３年（1578年）、溝口秀勝の入封の際に、新発田藩となっている。
江戸期を通じて、中ノ口川を利用し、新潟湊まで年貢が輸送されていた。
合併前の歴史については「白根市」、「味方村」、「月潟村」を参照
当初の区割り案では旧中之口村も現南区（区名決定前の「6区」）の区域となる案が示されたが、中之口地区は白根よりもむしろ巻・岩室などへの帰属意識が強く、後に現西蒲区（同「8区」）の区域に改められた。
政令市移行前
- 2005年3月21日：白根市、味方村、月潟村が新潟市に編入。
- 2005年12月22日-23日：新潟大停電。

政令市移行後
- 2007年4月1日：新潟市の政令指定都市移行に伴い南区が設置される。

## 人口
- 2010年　46,949
- 2015年　45,685

## 行政機関

### 市の機関
- 新潟市南区役所（白根） - 1971年に使用開始した[14]旧白根市役所庁舎を引き継いでいる。
  - 味方出張所（味方）
  - 月潟出張所（月潟）

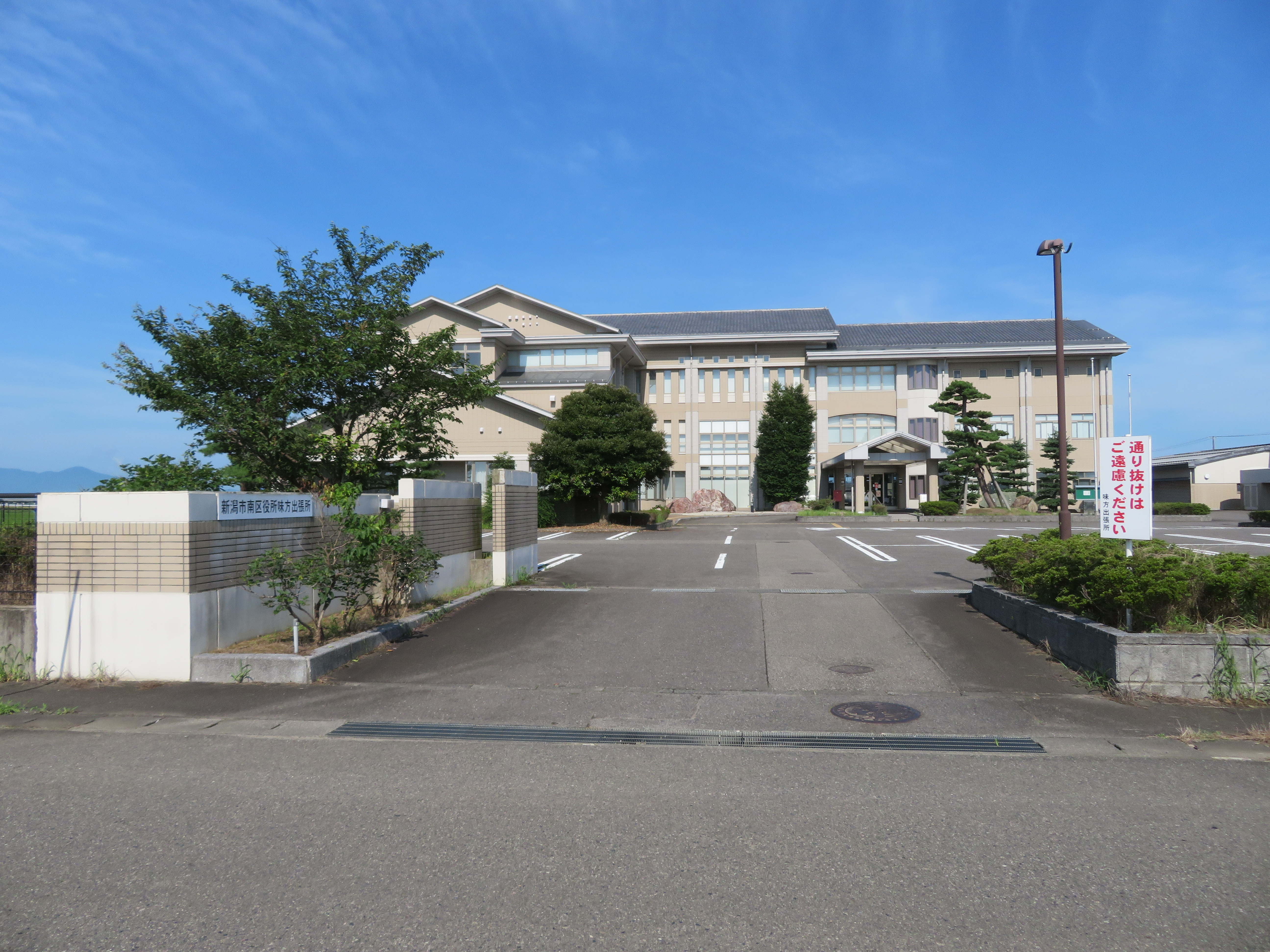
味方出張所（旧味方村役場）
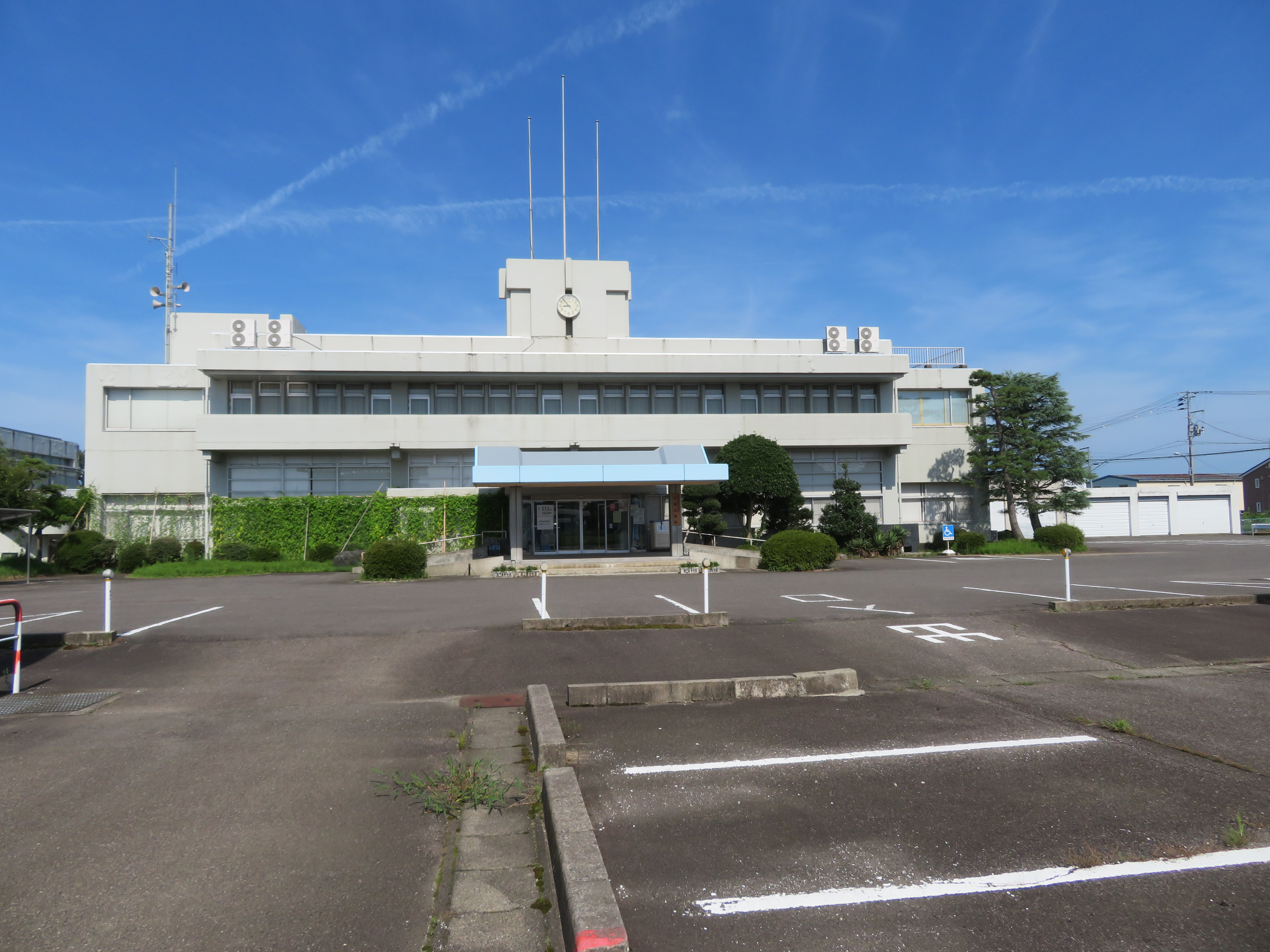
月潟出張所（旧月潟村役場）

### 国の機関
北陸農政局新潟農政事務所の白根郷農地防災事業所が杉菜に置かれていたが廃止となった。

## 経済

### 第一次産業
農業

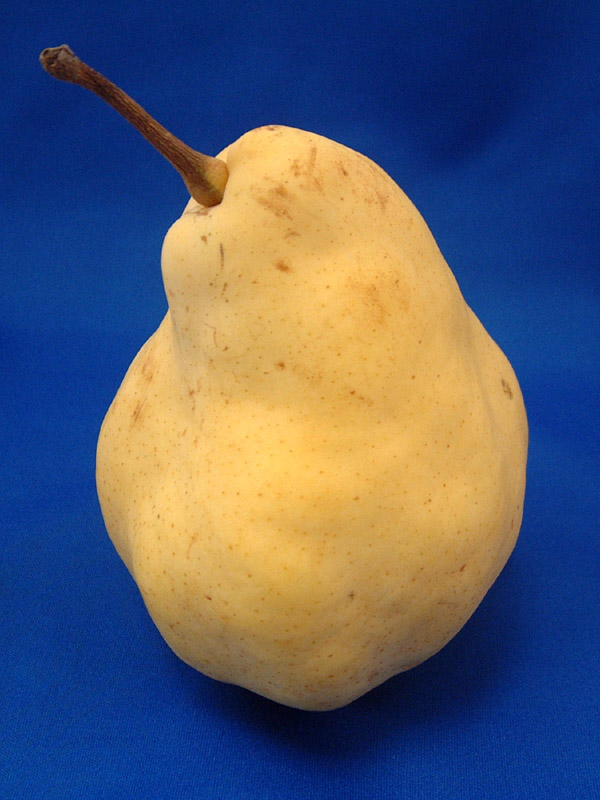
区の特産品であるル・レクチェ

区内の農作地の大部分が水田であり、農業は稲作が中心となっている。また果樹栽培も盛んで、白根北部の大鷲地区ではナシやブドウ、白根南部の茨曽根地区、新飯田地区ではナシ、ブドウ、モモの他、洋ナシ「ル・レクチェ」の栽培が盛んである。区北部には市の拠点施設「新潟市アグリパーク」が設けられている。
区内の農業協同組合
- 新潟みらい農業協同組合（白根地区）
- 越後中央農業協同組合（味方・月潟地区）

### 第二次産業
製造業
白根地区は、三百余年の歴史を持つ全国有数の仏壇の産地として知られる。江戸中期に宮大工が京仏壇の製法・技法を取り入れたのがはじまり。その後彫刻を施した白木仏壇が考案され、さらに天明年間には木地、彫刻、金具、塗装、蒔絵に分業化されて産地形成が確立され、技法が成り立った。1980年（昭和55年）に通商産業省（現経済産業省）から伝統的工芸品に指定され、大手から中小まで約40社の仏壇店が技を競っている。
月潟地区の月潟、大別當は鎌の産地として知られる。1781年（明治14年）に蒲田沖右衛門が鎌鍛冶を始めたのがはじまりで、現在も鍛造や鋼付けは全て手作業で行われている。一般的な草刈鎌をはじめ、用途に合わせて造られている。
区内に拠点を置く主な企業
- コメリ 本社（清水）ホームセンター
- ダイニチ工業 本社・白根北部工場ほか（北田中、和泉）石油ファンヒーター、石油ストーブ
- 亀田製菓 白根工場（和泉）米菓、菓子
- 伏見蒲鉾 白根工場（鯵潟字堀東）かまぼこ
- 古河マグネットワイヤ（理研電線から分割承継） 白根工場（上八枚）ケーブル、鋼線、電子部品
- 新潟電子工業（上八枚）電子部品（かつてのシャープ子会社であったが、2016年にMBOを実施して独立）
- ブルボン 新潟南工場（西萱場）菓子
- 石山味噌醤油 本社・月潟工場（西萱場）味噌・醤油・調味料

## 姉妹都市・提携都市

### 国内
姉妹都市
- 月形町（北海道空知総合振興局樺戸郡）
  - 1992年（平成4年）2月14日に当時の月潟村と「友好姉妹町村」を締結。月潟村は2005年（平成17年）に新潟市へ編入合併したが、月形町と月潟地区との間の交流事業は継続している。
- 様似町（北海道日高振興局様似郡）
  - 1995年（平成7年）10月22日に当時の味方村と姉妹都市締結。「白根大凧合戦」「北海道大凧まつり」と、共に凧の祭りが行われているという縁から1991年(平成3年)から交流を開始していた。編入合併後も交流事業が継続されている。

## 治安

新潟南警察署

- 新潟県警察
  - 新潟南警察署（能登二丁目）
    - 平潟新田駐在所
    - 新飯田駐在所
    - 庄瀬駐在所
    - 臼井駐在所
    - 山崎興野駐在所
    - 大鷲駐在所
    - 大通駐在所
    - 味方駐在所
    - 月潟駐在所

新潟南署の所轄地域は南区全域のみ。区外に所轄地域はない。

## 防災
- 新潟市消防局
  - 新潟市南消防署（親和町）
    - 北部出張所（上塩俵）

合併前、消防事務は白根地域広域事務組合が行っていた。同組合は白根市、味方村、月潟村の他、中之口村、小須戸町の計5市町村から成り、消防・救急事務を担っていたが、2005年（平成17年）の新潟市編入後と共に市に移管し消防局の管轄下となり、2007年（平成19年）の政令市移行後は同局南消防署の管轄となった。

## 社会基盤
- 東北電力（電気）
- 白根ガス（都市ガス（月潟地区除く））
- 蒲原ガス（都市ガス（月潟地区））

### 郵便
日本郵政グループ

白根郵便局

- 白根郵便局（白根日の出町） - 集配局（ゆうゆう窓口あり）
  - 白根大通郵便局（大通南一丁目）
  - 白根中央通郵便局（白根）
  - 臼井郵便局（臼井）
  - 庄瀬郵便局（庄瀬）
  - 新飯田郵便局（上新田）
  - 味方郵便局（味方）
  - 月潟郵便局（月潟）
  - 高井興野簡易郵便局（高井東一丁目）

月潟地区と中之口地区（現西蒲区）の郵便物集配業務は2006年（平成18年）9月までは月潟局が行っていたが、合理化により白根局に移管した。

### 水道
南区は下水道の普及率が非常に低く、整備も大きく立ち遅れており、区内全世帯に対する下水道接続率は30%前後にとどまっている。加えてトイレの水洗化や浄化槽の導入も立ち遅れており、下水道の普及に関しては市内8区では西蒲区とともに著しく低い水準にある。こうしたことから市では現在、特に白根地区の下水道網の整備を急ぐと共に、下水道の整備が困難な地域には簡易下水道や合併浄化槽の導入などの方策を検討している。
- 新潟市水道局
  - 戸頭浄水場（戸頭）

戸頭浄水場は南区全域と西蒲区の潟東・中之口地区に上水道を供給している。白根中心部の白根水道町は、かつて白根浄水場があった場所である。その北側、富月橋東詰の白根緑地には旧配水塔が保存されており、春季にはライトアップされるなど、白根地区のランドマーク的な存在となっている。
- 新潟市下水道部
  - 白根中央浄化センター（根岸）

### 清掃
- 新潟市環境部
  - 新潟市白根環境事業所（臼井、鍋潟字白蓮）
    - 新潟市白根グリーンタワー
    - 新潟市白根斎場

前述の白根地域広域事務組合は環境衛生事務も共同で行っていたが、消防事務同様、編入と共に市に移管。白根地区東部の臼井・鍋潟地内に上記3施設が設けられている。白根環境事業所では現在も南区全域の他、西蒲区中之口地区、秋葉区小須戸地区の衛生事務を管轄している。同事業所管内では2002年6月から指定袋を使用した、ごみ処理の一部有料化を実施している。なお、ごみ焼却施設のグリーンタワーは老朽化で稼働率が低下したため、2012年3月30日をもって焼却業務を終了し、環境事業所で受け付けた一般ごみについては収集業務のみを取り扱い、西区の新田清掃センターへ随時搬送している。
- 新潟市南区農業振興公社（白根）

## 医療
区内の主な病院は下記の通り。
- 白根保健生活協同組合 新潟白根総合病院（旧名称白根健生病院、上下諏訪木、救急指定病院）
- 白根大通病院（鷲ノ木新田字曽根）
- 白根緑ヶ丘病院（西白根）

## 教育

### 学校教育

新潟県立白根高等学校

高等学校
- 新潟県立白根高等学校

中学校
- 新潟市立白根第一中学校
- 新潟市立白南中学校
- 新潟市立臼井中学校
- 新潟市立白根北中学校
- 新潟市立味方中学校
- 新潟市立月潟中学校

小学校
| - 新潟市立白根小学校 - 新潟市立新飯田小学校 - 新潟市立茨曽根小学校 - 新潟市立庄瀬小学校 - 新潟市立小林小学校 - 新潟市立臼井小学校 | - 新潟市立大鷲小学校 - 新潟市立根岸小学校 - 新潟市立大通小学校 - 新潟市立味方小学校 - 新潟市立月潟小学校 |

### 社会教育

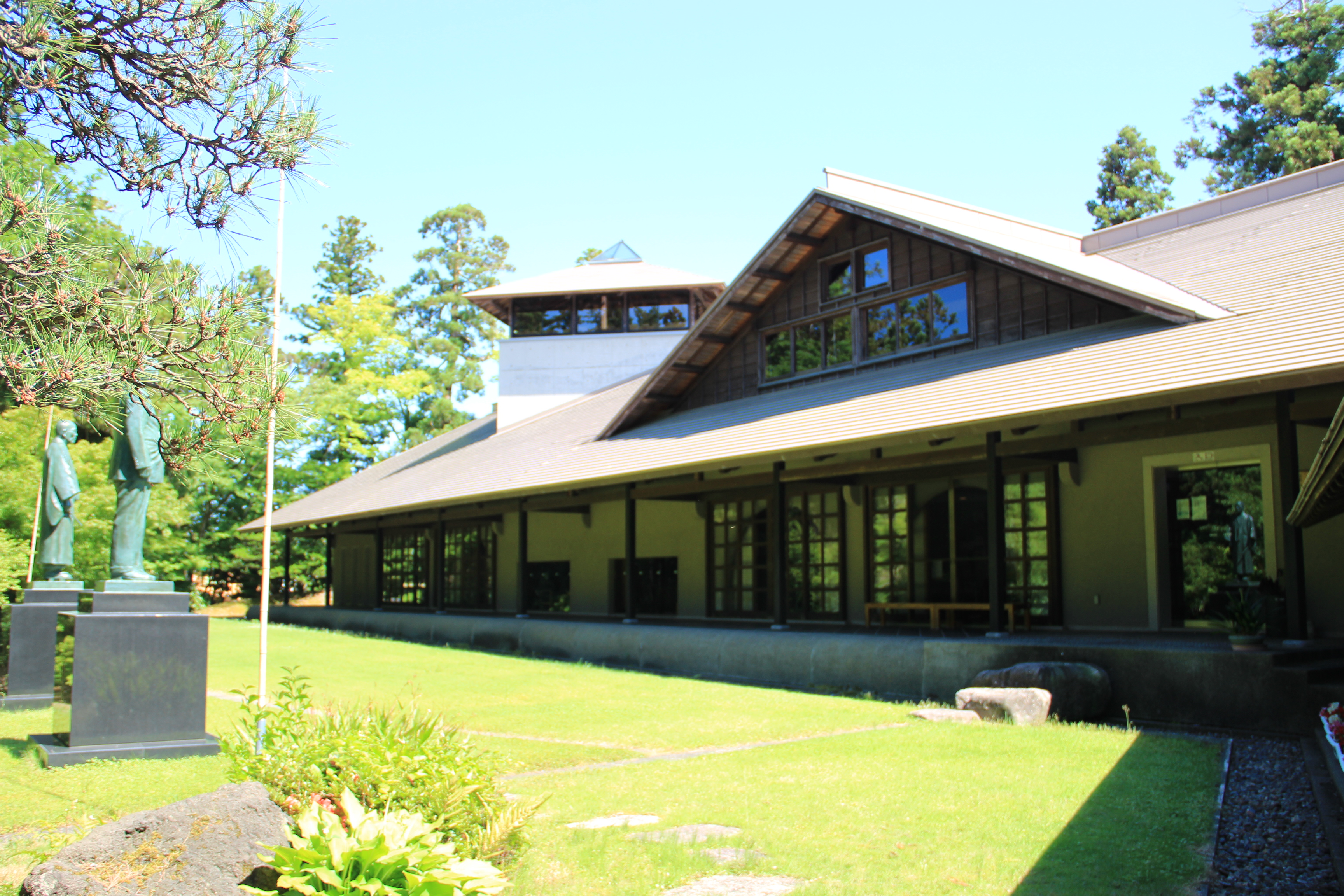
旧笹川家住宅に隣接する曽我・平澤記念館

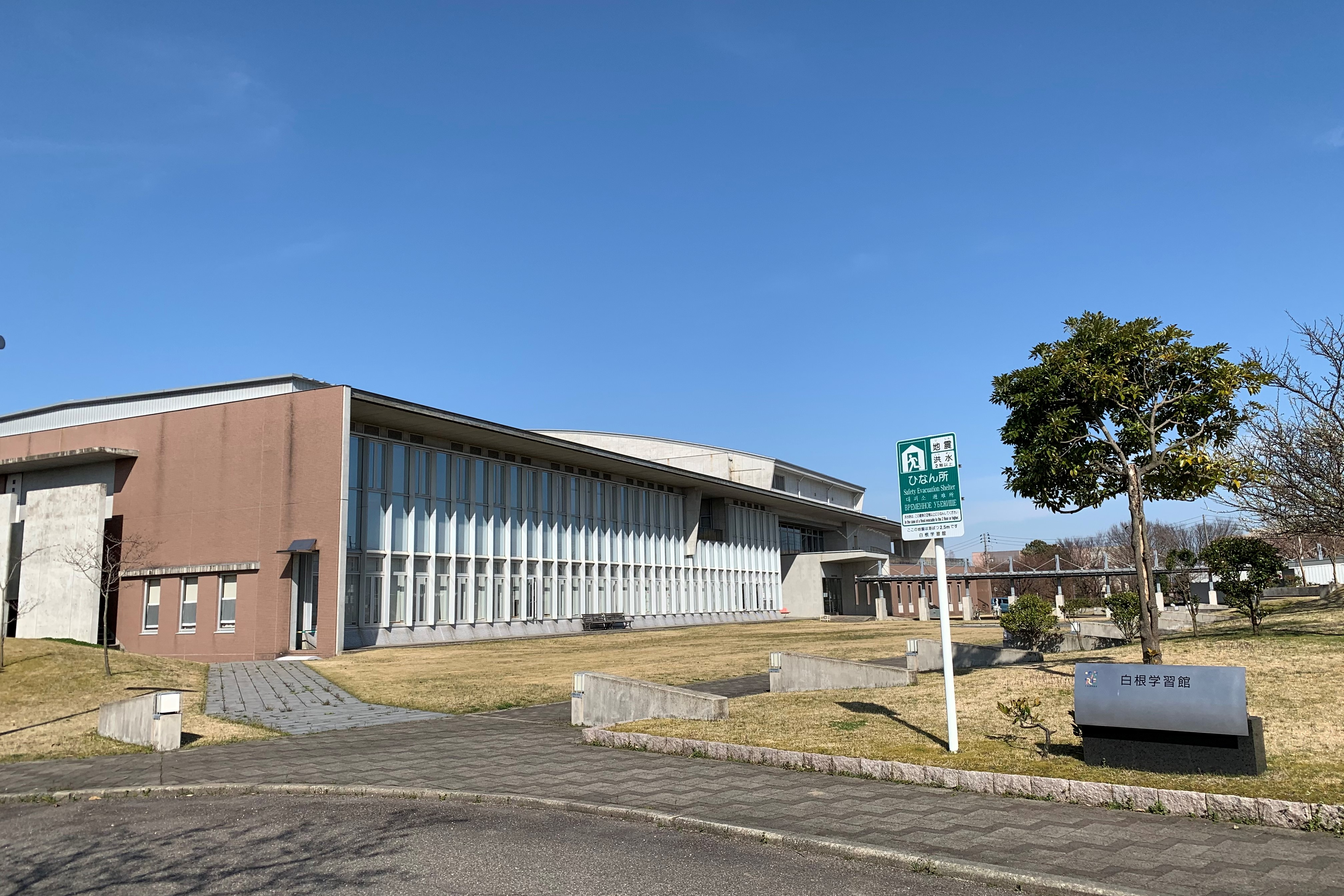
2000年にオープンした白根学習館

- しろね大凧と歴史の館（上下諏訪木 =白根文京町）
- 新潟市曽我・平澤記念館（味方）
- 月潟郷土物産資料室

文化芸術施設
- 新潟市白根産業厚生会館（白根魚町）※2012年3月31日を以って閉鎖
- 新潟市白根児童センター（白根 =白根葵町）

公民館・図書館
- 白根学習館（田中 =白根文京町）
  - 新潟市白根地区公民館
  - 新潟市立白根図書館【しろね図書館】
  - ラスペックホール
- 新潟市立月潟図書館（月潟）

## 文化・スポーツ

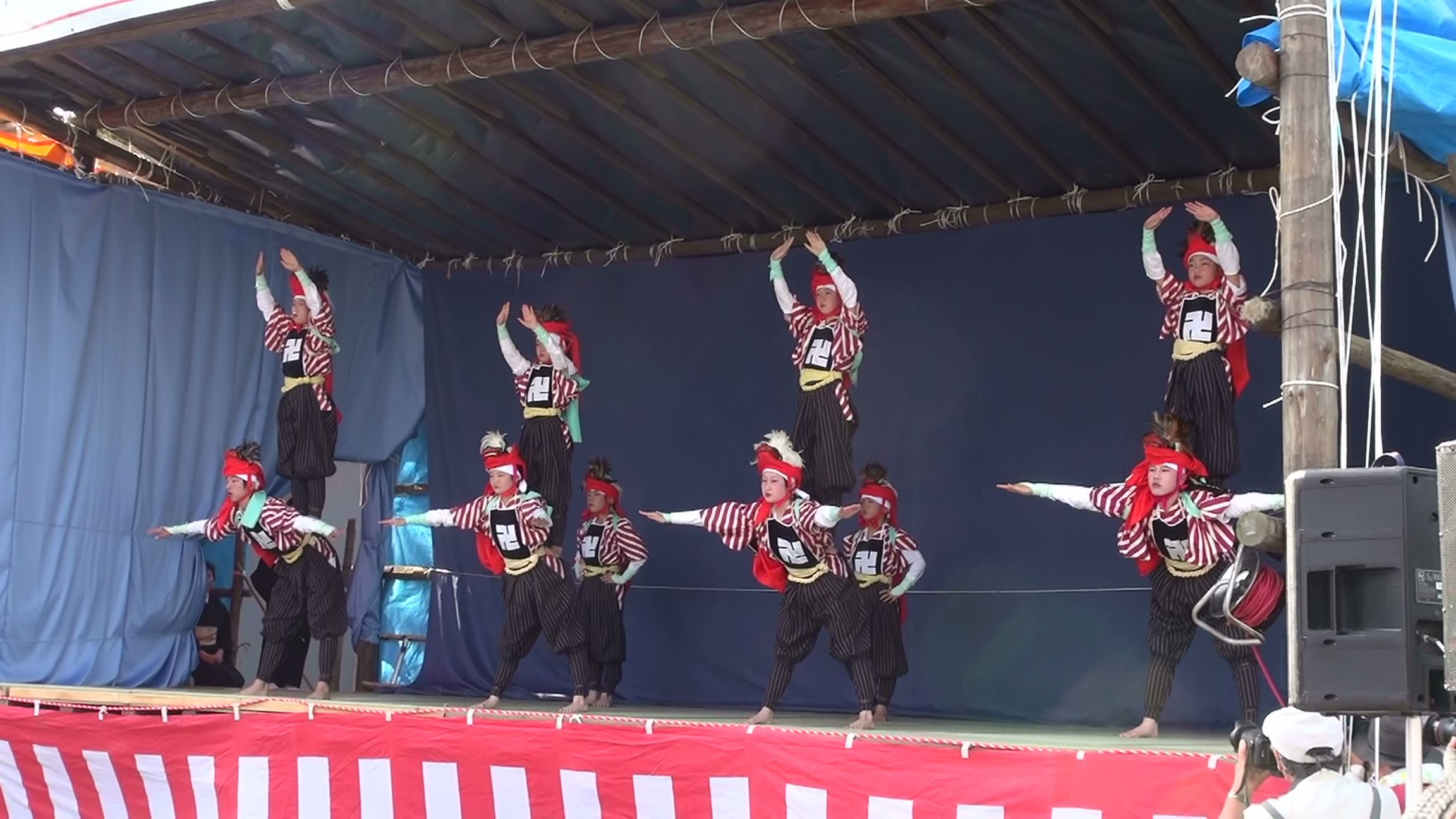
角兵衛獅子

- 角兵衛獅子
- 月潟鎌

運動施設
- 白根総合公園（上下諏訪木 =白根文京町）
  - 白根総合公園多目的広場
  - 白根総合公園白根カルチャーセンター
- 白根野球場
- 味方体育館
- 味方野球場（味方）
- 月潟野球場（月潟）

## 観光
以下に示したもののほか、観光農園をはじめとする農業や食にまつわる観光が盛んである。詳細は#区内の地図を参照。
- 旧笹川家住宅（国の重要文化財指定の民家）
- 白根大凧合戦
- 白根グレープガーデン
- 旧月潟駅舎周辺公園（新潟交通電車線旧月潟駅と保存車両3両）
- 新潟市アグリパーク

## 交通
南区は国道2路線や幹線県道の経路となっている一方で、新潟市8区で唯一鉄道駅が存在しないため、公共交通はバス・タクシーなど自動車のみに限られる。新潟市中心部や隣接市町村への交通の便は決して良いとはいえず、日常の足を自家用車に依存せざるを得ない地域も少なくない。このため国道8号に区内全域の交通が集中する傾向にあり、現在特に白根北部と中心部では渋滞や速度低下が慢性的に発生しやすい状況となっている。こうしたことを受け、区では「南区方面バス利便性向上施策検討協議会」の立ち上げや「南区生活交通改善プラン」の策定など交通施策が試みられてきており、市の「にいがた交通戦略プラン」にも当区のバス路線に関する施策が盛り込まれた。

### 鉄道

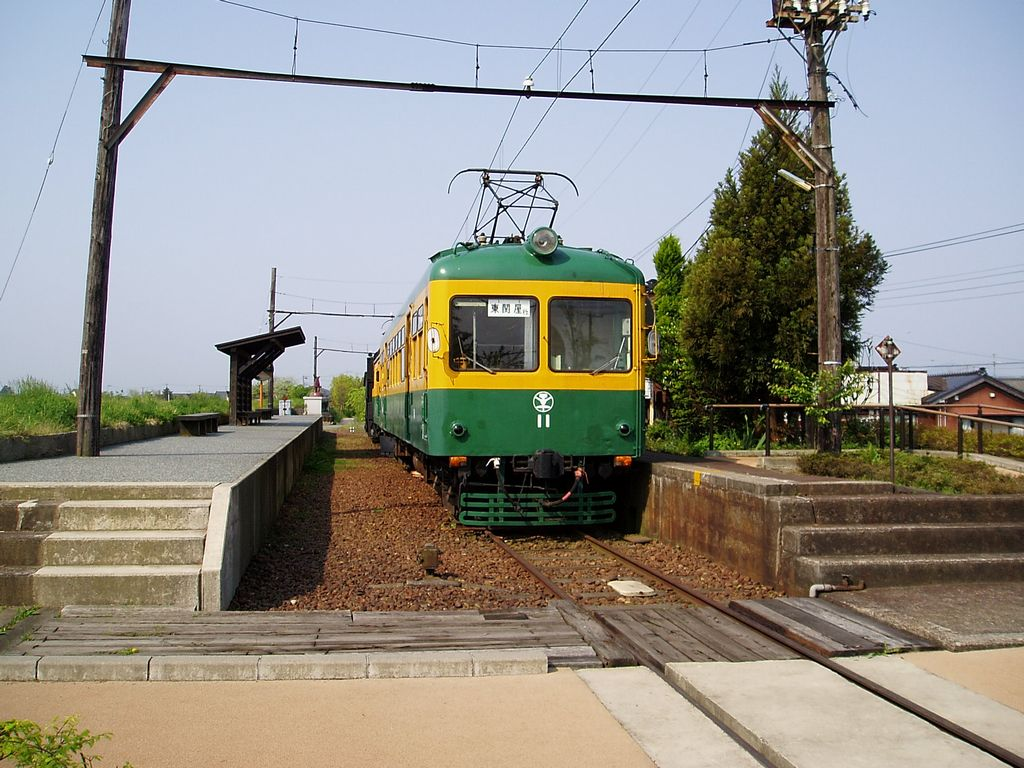
月潟駅に保存されている新潟交通電車線車両

上越新幹線が区内を通過しているが駅は存在しない。最寄駅は西蒲区の越後線巻駅、越後曽根駅や、秋葉区の信越本線新津駅、矢代田駅、田上駅など。
他に鉄道駅がない政令指定都市の区としては、大阪府堺市美原区、北海道札幌市清田区がある。
かつては新潟交通電車線が中ノ口川左岸側の黒埼町、味方村、月潟村、中之口村を走っていたが、1999年（平成11年）4月に全線廃止された。

### バス

区中部から西蒲区方面のバス路線図。北部および全停留所の路線図は新潟市交通マップを参照。

区南部から県央方面のバス路線図。

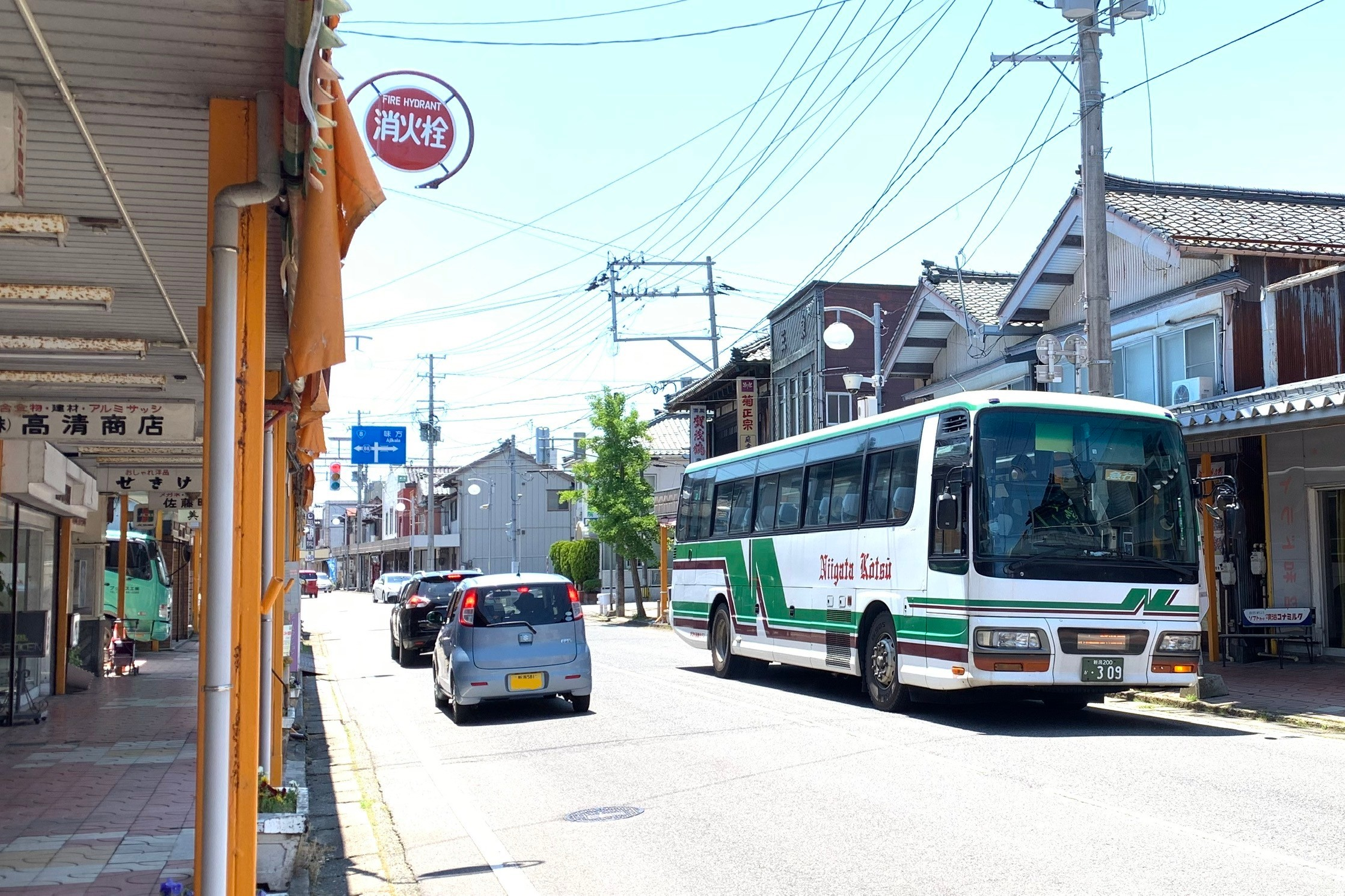
白根市街と新潟都心方面を結ぶ「W7 大野・白根線」の急行バス車両（2020年5月、「五の町」バス停）

#### 路線バス
区内の幹線道路を中心に、新潟交通グループの新潟交通観光バスが、潟東地区の大原にある同社潟東営業所を起点に区内各所の他、青山・市内中心部（万代シテイ・新潟駅万代口）、新津駅（一部は矢代田駅経由）、巻駅、加茂駅、燕駅方面への路線バスを運行している。この他、南部の新飯田地区からは同社が燕駅、燕三条駅・東三条駅方面への路線バスを運行している。また、タクシー会社により越後曽根駅への路線バスも運行されている。
区内と中央区都心方面を結ぶ路線は、国道8号を経由する「W7 大野・白根線」と、味方地区を縦貫して月潟地区中心部に至る「W8 味方線」の2路線が設けられている。昼間（平日、土曜・休日とも）は大野・白根線は概ね20 - 30分間隔、味方線は概ね30 - 120分間隔で運行している。いずれも都心へ直通せず途中の青山でBRT萬代橋ラインなどに乗り換えとなる便が基本であるが、大野・白根線は高速バス仕様の車両を用いた都心直通の急行が全時間帯にわたって設けられているほか、一部時間帯に都心直通の「快速ダイレクト便」「モーニングライナー」や中央区南部方面を経由する新潟駅南口発着の「区間快速」が設定されている。
2020年1月現在の運行路線は以下の通り。特記の無いものは新潟交通観光バスによる運行。なお、各路線の詳細は「新潟交通のバス路線一覧」および新潟交通観光バス#潟東営業所を参照（下記路線番号および「記号：■」からもリンク可能）。
- 新潟方面
  - W7 大野・白根線
  - W8 味方線
- 白根から各方面
  - SW1・SW2 臼井線
  - SW3・SW4 矢代田線
  - ■ 庄瀬線
  - ■ 茨曽根線
  - ■ 月潟・六分線
  - ■ 漆山線
  - ■ 白根－曽根駅線【白根タクシー・太陽交通新潟】
- 白根南部から各方面
  - ■ 五反田・六分線
  - ■ 大島・新飯田線

このほか、白根地区南部の新飯田と新潟駅万代口の間には新潟交通電車線の廃止以降、高速バス「新飯田線」も運行されていたが、2015年3月を以って廃止となった。2019年1月現在では、隣接する西蒲区の巻潟東インターチェンジに設けられたバス停から高速バスを利用することができ、同ICには無料のパークアンドライド駐車場が設けられている。
また、2012年度には黒埼SICを経由して白根と都心方面を直通する高速バス「南快ライナー」の社会実験が行われたが、本格運行には至らなかった。

#### コミュニティバス

南区 区バス

区内では、新潟市の「区バス」と加茂市のコミュニティバスが運行されている。
南区 区バス（レインボーバス）
旧白根市が策定した、市内外の公共交通についての指針を示した『白根市公共交通活性化構想』に基づき、2004年（平成16年）12月16日から白根市は新潟交通西（当時）に委託する形で、市中心部を起点とした循環バスの試験運行を行っている。尚、これに伴い同社の一部路線が廃止となった。2006年からは政令市移行に合わせて白根地区に加え、味方・月潟地区への路線が設けられた。2007年（平成19年）4月1日の政令市移行に伴い、循環バスは南区の「区バス」として運行される事となり、愛称「レインボーバス」が付与された。
西蒲区 区バス
白根地区南部の新飯田地区にはこの他、中ノ口川に架かる新飯田橋の対岸側、西蒲区潟浦新の新飯田橋バス停から巻駅に至る西蒲区の「区バス」も運行されている。
加茂市営市民バス
また2007年（平成19年）8月1日からは前月まで新潟交通観光バスが運行していた、加茂市の同社加茂営業所から同市後須田を経由して新飯田に至る路線バスが、同市が運行する「加茂市営市民バス」に移行した。
- 加茂市営市民バス
  - 暁星高校前 - 加茂病院前 - 加茂駅前 - 後須田 - 新飯田新町（国道）

### タクシー
- 白根タクシー
- 太陽交通新潟みなみ営業所

### 道路

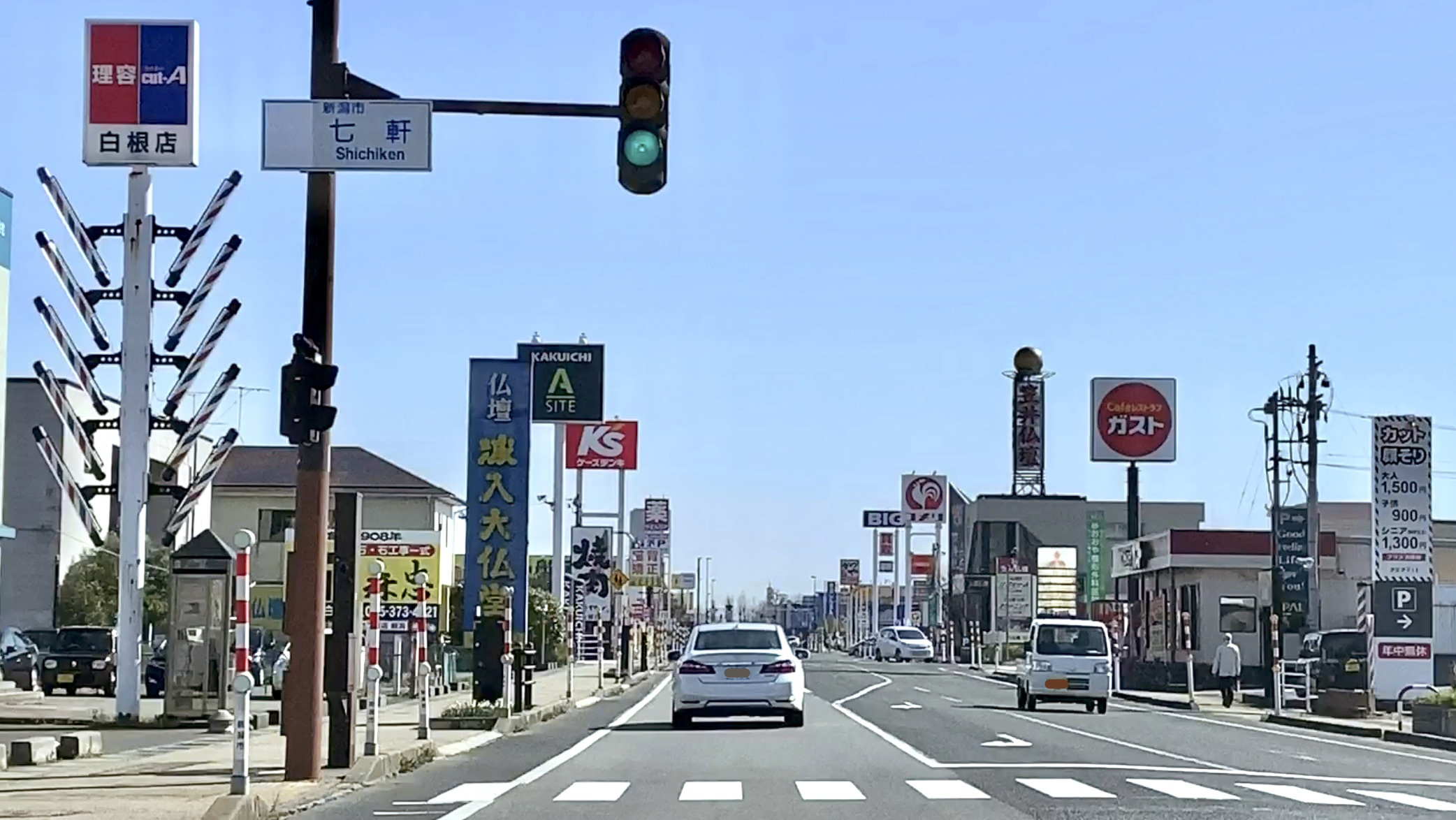
区内を走る国道8号の旧道（白根バイパス開通に伴う指定解除）

南区内の一般道路には、片側2車線以上の区間も連続立体交差方式の区間も存在しない。他の7行政区には両方（西蒲区以外の6区）もしくはいずれか（西蒲区には連続立体交差区間のみあり）が設けられているが、どちらも無いのは南区のみである。
このうち国道8号は国直轄の幹線国道だが、新潟市から長岡市までの間の自治体・行政区で片側2車線化された区間が全くないのは南区内の区間のみである（大野大橋は片側2車線となっているが、南区内ではその取付部が2車線化されているのみに過ぎない）。それに加えて交通量も増加しているため、北側の大通・下塩俵、保坂から戸頭にかけての白根中心部では渋滞や速度低下が慢性化している。後者については白根バイパスとして整備され、2019年に全線が開通した。
なお2020年現在、区内では新潟中央環状道路の事業が進められている。
区内に高速道路は通っていない最寄りのインターは隣接する市区町村の北陸自動車道新潟西IC、巻潟東IC、三条燕IC及び磐越自動車道の新津ICである。
- 国道
  - 国道8号
    - 白根バイパス
    - 国道8号白根道路改良

  - 国道460号
- 主要地方道
  - 新潟県道2号新潟寺泊線
  - 新潟県道9号長岡栃尾巻線
  - 新潟県道41号白根安田線
  - 新潟県道46号新潟中央環状線
  - 新潟県道55号新潟五泉間瀬線
  - 新潟県道66号白根西川巻線
- その他の県道
  - 新潟県道141号白根黒埼線
  - 新潟県道153号燕白根線
  - 新潟県道218号月潟西川線
  - 新潟県道220号白根亀田線
  - 新潟県道250号月潟吉田線
  - 新潟県道325号黒埼新飯田線
  - 新潟県道379号糸郷屋白根線

### 区内の地図
- 南区観光パンフレット - ウェイバックマシン（2019年1月11日アーカイブ分）（新潟市南区観光協会）
- 南区案内マップ 「風の旅巡り 伝統のまちを行く」（新潟市）
- 月潟ながーいマップ（月潟商工会）